# Losa de Tarifa

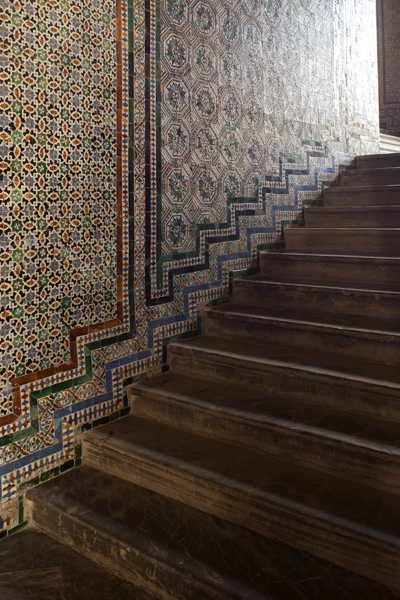
Escalinata de la Casa de Pilatos, en Sevilla (España) con Losa de Tarifa.

La losa de Tarifa (también llamada piedra de Tarifa o Piedra Jabaluna) es un tipo de pavimento proveniente de la pizarra natural extraída en las cercanías de Tarifa (España). Se produce por consolidación de la arcilla en el entorno del Campo de Gibraltar, donde la roca se encuentra en presión por dos placas tectónicas convergentes, la euroasiática y la africana.
Según diversos estudios la losa de Tarifa sería de origen calizo, ya que provendría de depósitos arenosos del Eoceno y areniscas pliócenicas depositadas durante la Era Terciaria. Estas capas emergieron durante los grandes plegamientos posteriores.
Este pavimento es considerado un elemento tradicional de la arquitectura andaluza. Alcanzó un gran éxito a partir del siglo XVI. Se ha usado en viviendas y zonas de uso común, o en palacios, como la Casa de Pilatos en Sevilla, en el Patio de los Naranjos en la catedral hispalense, en el Castillo de Vejer o en el faro de Conil.
En 1934 el Ayuntamiento de Cádiz ordenó que todos los pisos bajos con losa de Tarifa se sustituyeran por losa de cemento para evitar humedades.